# 史跡探訪の碑
史跡探訪の碑(しせきたんぼうのひ)は、総社市により総社商店街通りおよび周辺に平成5年3月に11基設置された石碑である。

## 設置の経緯
総社商店街周辺は、江戸時代元禄 (1688～1704) の頃から、宿駅と商業の街として栄え、「松山往来」と呼ばれていた。約70軒の商店があり、豪商・富商も存在し、貴重な史跡が点在している。この史跡を残し、かつての暮らしを伝承し、探訪できるように設置されたのが史跡探訪の碑である。石碑が設置された翌年から、総社商店街の「街なみ環境整備事業」の取り組みが始まった

## 各石碑の内容
- 松山往来狐橋跡：かつて備中松山藩や浅尾藩領の八部村，市場村への町筋への東入口になっていた狐橋が架かっていた。現在もこの付近は狐橋と呼ばれている。
- 松山藩八田部村高札場跡：八田部村の高札場は，宮本町の十字路に面して設けられていた。
- 松山藩八田部教諭所跡：藩の教育革新に挑んだ備中松山藩の山田方谷は、八田部村教諭所を設置し、藩士・庶民の子弟の教育の場とした。安政2年（1855年）に総社宮内に築かれ、明治4年に廃止されたのち、「成章校」という村立小学校に生まれ変わった。

- 平賀元義来遊の塩屋跡：西宮本町の堀氏塩屋（志保屋とも書く）は，酒造・質屋・回船問屋等で財をなし，備中松山藩の御用達を務めた．慶応元年，歌人の平賀元義が息子源太を連れて訪ね，塩屋所蔵の「吉備軍談戦録」を筆写させた。

- 大森元直生誕の大森庄屋跡：大森元直は，15年間庄屋を務めたのち松山藩主水谷勝隆の命により玉島新田開拓の普請奉行に抜擢され，玉島に移住し大新田を出現させた。

- 増鉄和尚生誕の小山庄屋跡：小山家は大森庄屋の跡を継いで庄屋になった．増鉄和尚は，小山久右衛門の子として生まれ，14歳で薙髪し，修行の後29歳で清水の万勝寺の住職になったまた，38歳のころ備中国分寺の再建を発起し，領主蒔田家や八田部の豪商たちの協力を得て，享保2年から６ヶ月で完成した。

- 安原玉樹旧宅跡：栄町の安原氏角清水屋は，本町の元清水屋の分家であり，醤油と油絞りを営んで財をなし，松山藩の御用達を務めた．安原玉樹は，安原源之助正常の妻であり，学問を好み，和歌を得意とした．生涯歌に精進し，幾度も上京し千草有功の教えを受け，勤皇有名歌人と交友した。

- 頼山陽来遊の元戎屋跡：本町の亀山氏元戎屋は，代々酒造・質屋・回船問屋を営み，松山藩の御用達を務めた．備中国分寺再建の際には筆頭助力者として増鉄和尚に協力した．元戎屋に宝暦9年（1759）に生まれた亀山徳右衛門道本は，文化人であり，頼山陽と交友があった．頼山陽が元戎屋に滞在した時に酒を酌み交わし歓談したという記録も残っている。

- 西山拙斎来遊の元清水屋跡：元町の安原氏元清水屋は、醤油と油しぼりで成功し、松山藩の御用達となった。三代目貞八郎正郷は和歌が好きで、鴨方（現、浅口市）の西山拙斎に師事し、交遊があり、拙斎の『遊松山記』の中に、元清水屋に泊まったときの歌仲間との様子が残されている。

- 豪商西戎屋跡：本町の元戎屋から惣右衛門正綱が分家し、酒造業で成功して質屋・海産物問屋など手広く展開していた亀山氏西戎屋は、総社で優れた豪商となり、文政中期（1824年）には松山藩御用達・札座方となった。

- 松山往来筋：山陽道の板倉宿（現、岡山市）から発して、総社商店街通り、六枚橋と西へ進んで、この碑のある交差点を北へ進む道が、かつての松山往来筋だった。さらに門田、井尻野の湛井地区に通じ、高梁川を北上して備中松山の城下町まで続いいていた。

## 写真

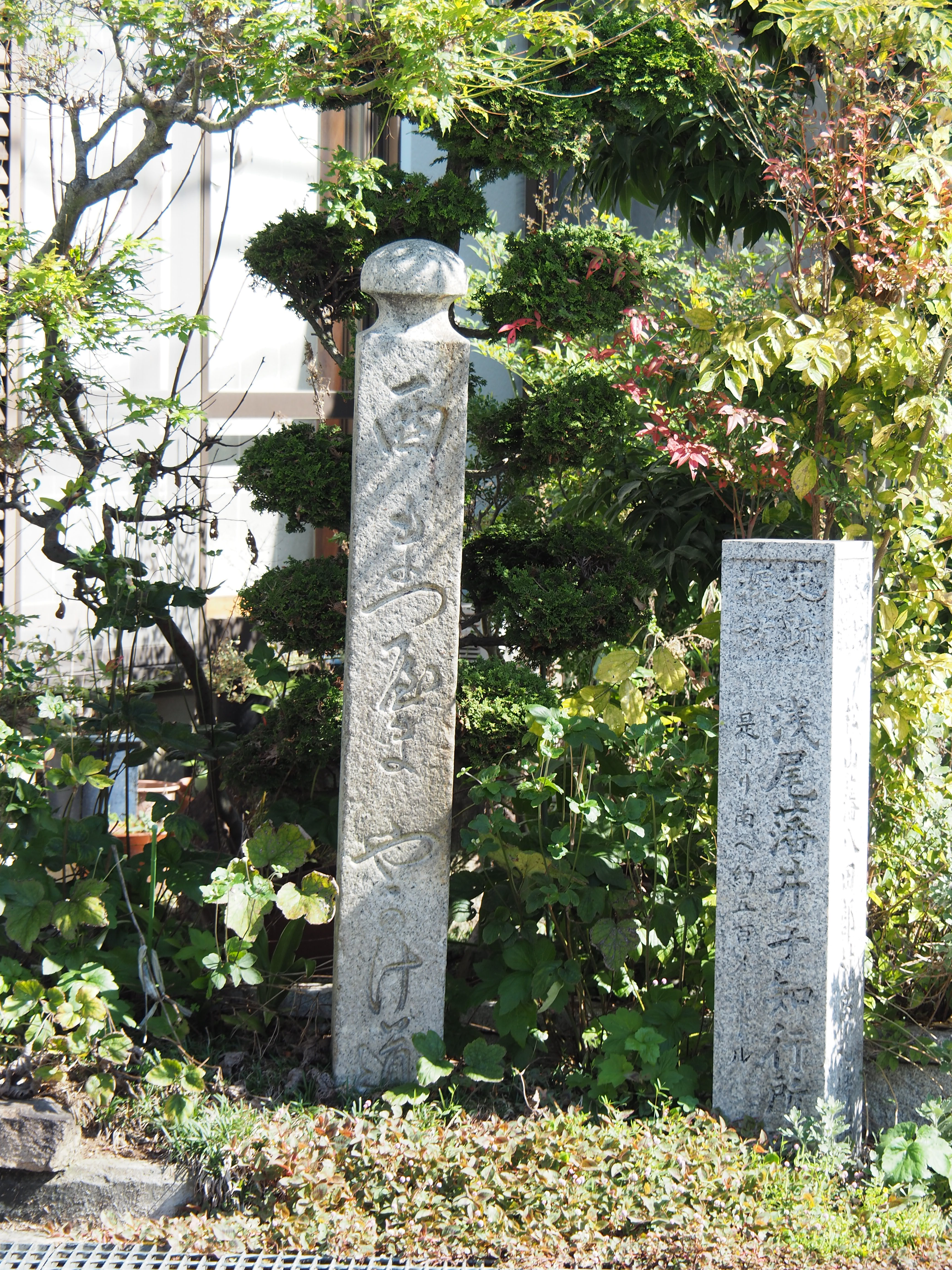
岡山県総社市松山往来にある、井手知行所跡の場所を示す碑。
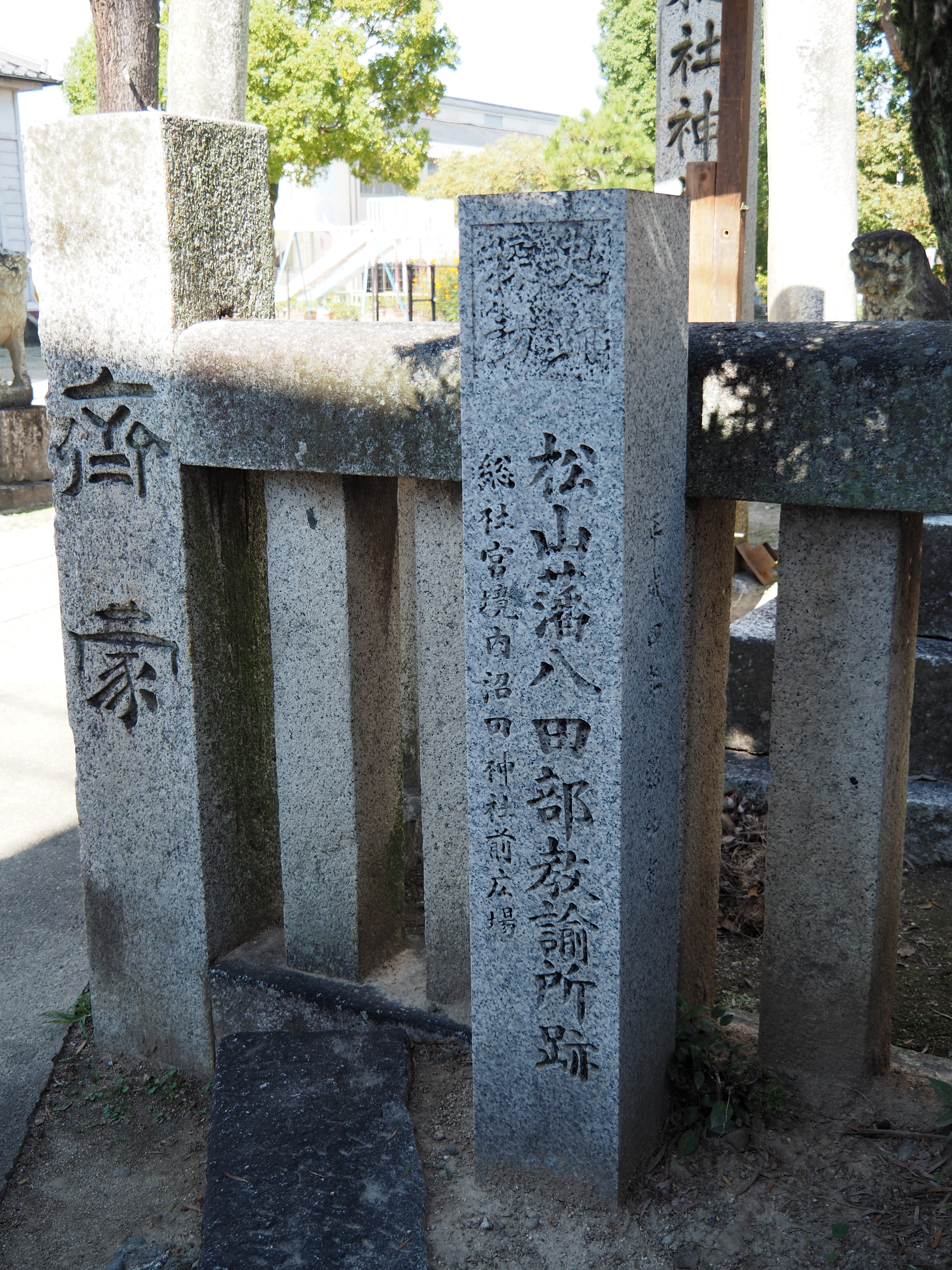
岡山県総社市松山往来にある、松山藩八田部教諭所跡の場所を示す碑。
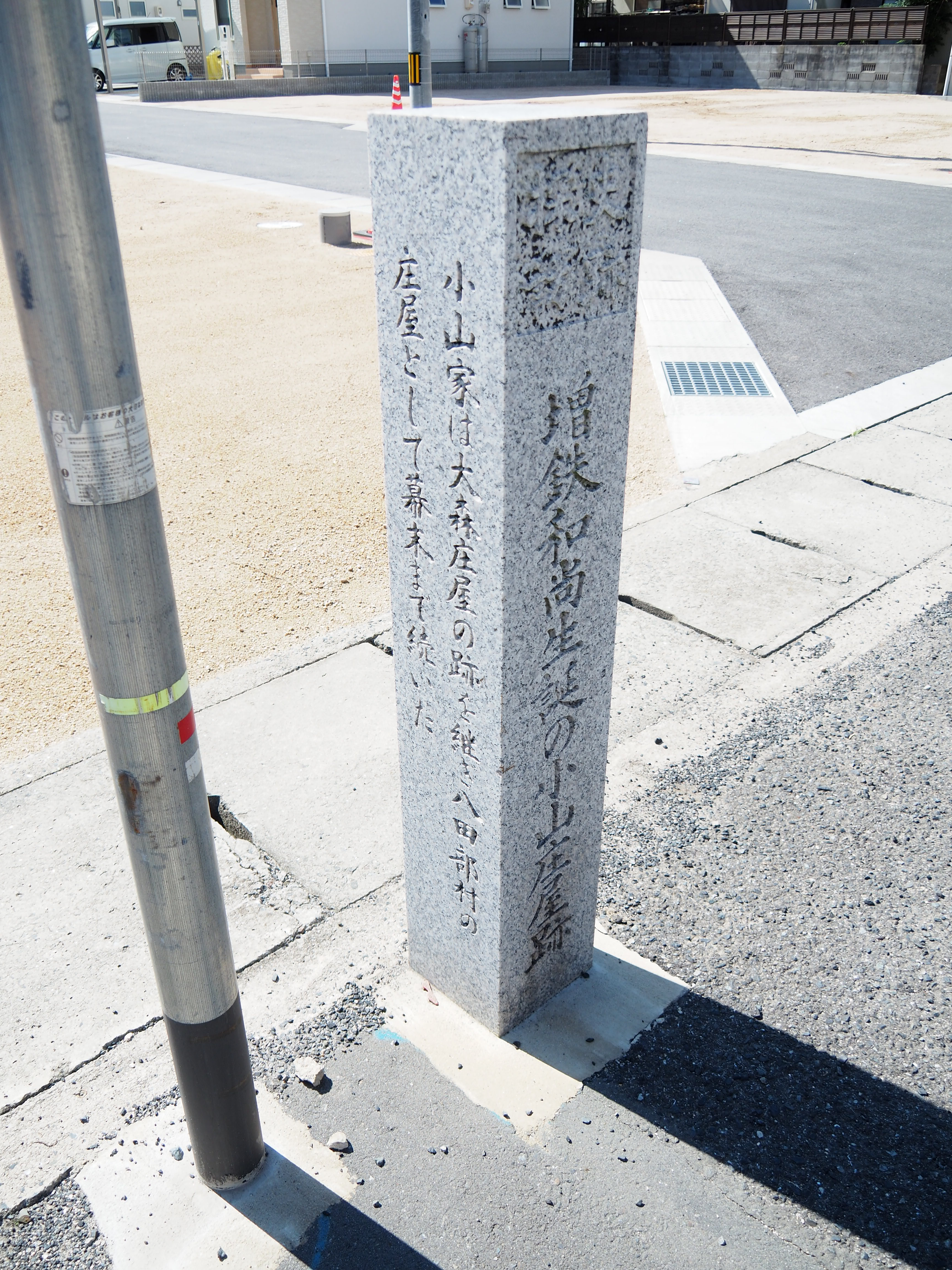
岡山県総社市松山往来にある、増鉄和尚生誕の小山庄屋跡の場所を示す碑。
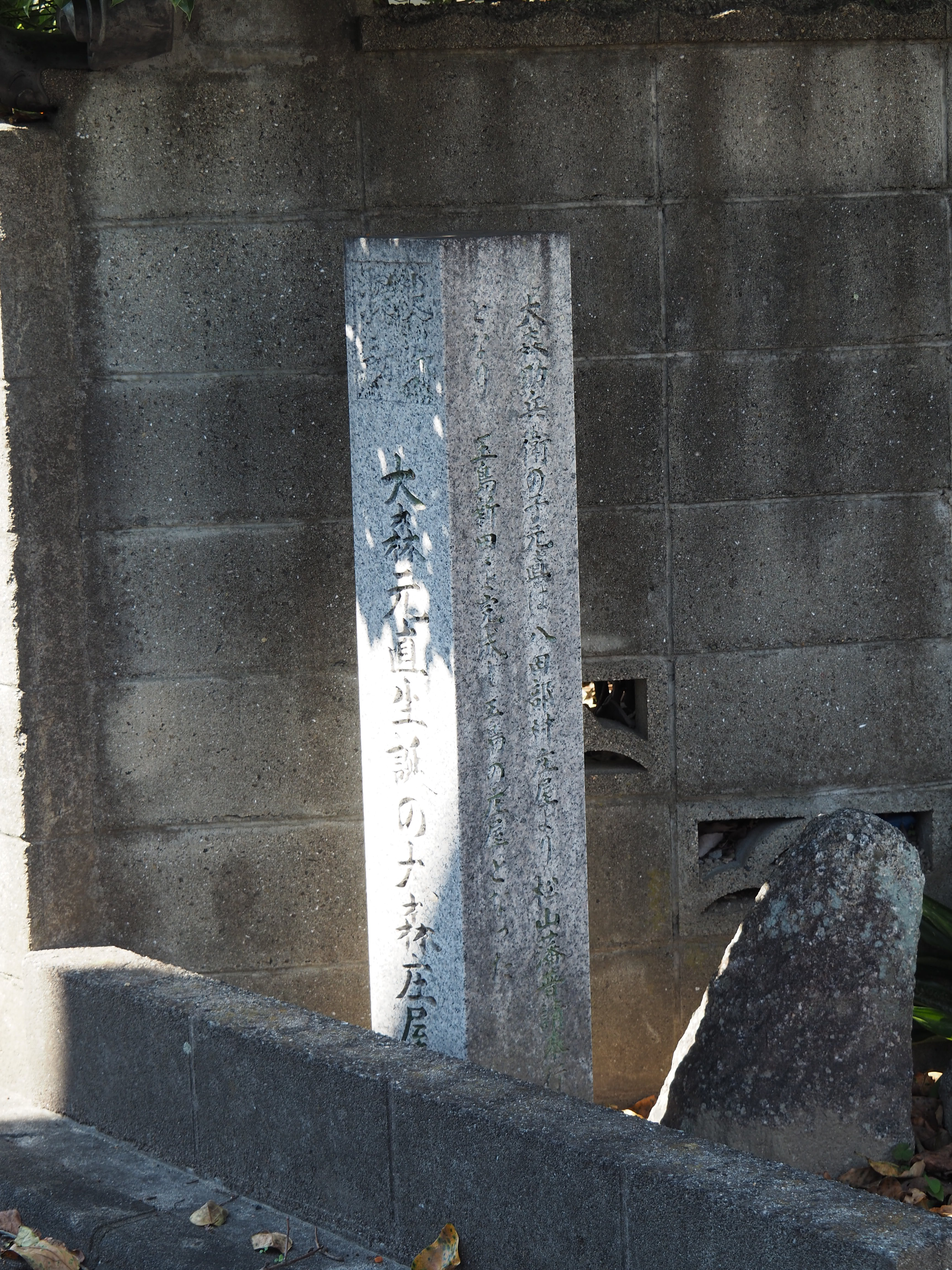
岡山県総社市松山往来にある、大森元直生誕の大森庄屋跡の場所を示す碑。
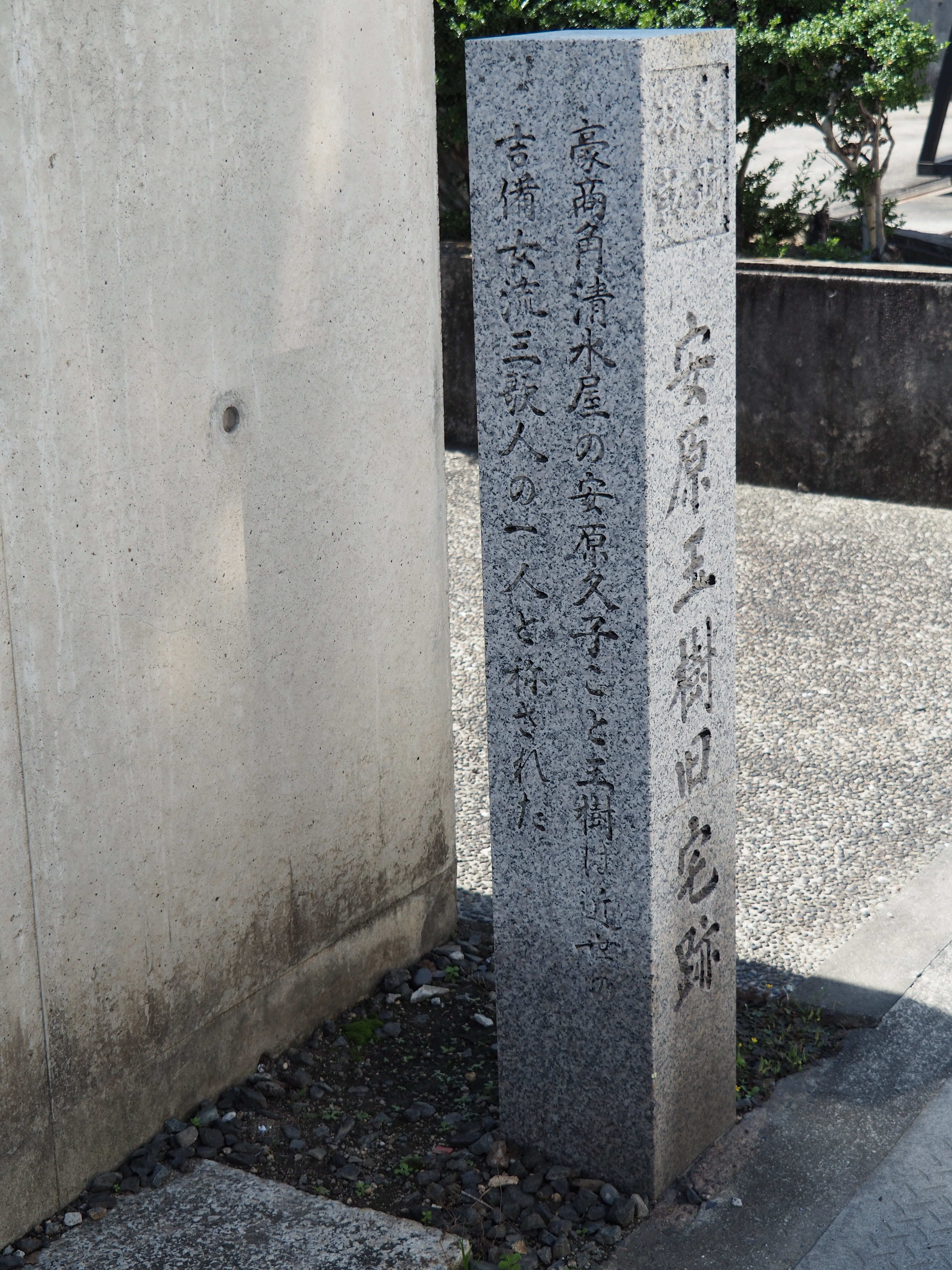
岡山県総社市松山往来にある、安原玉樹旧宅跡の場所を示す碑。
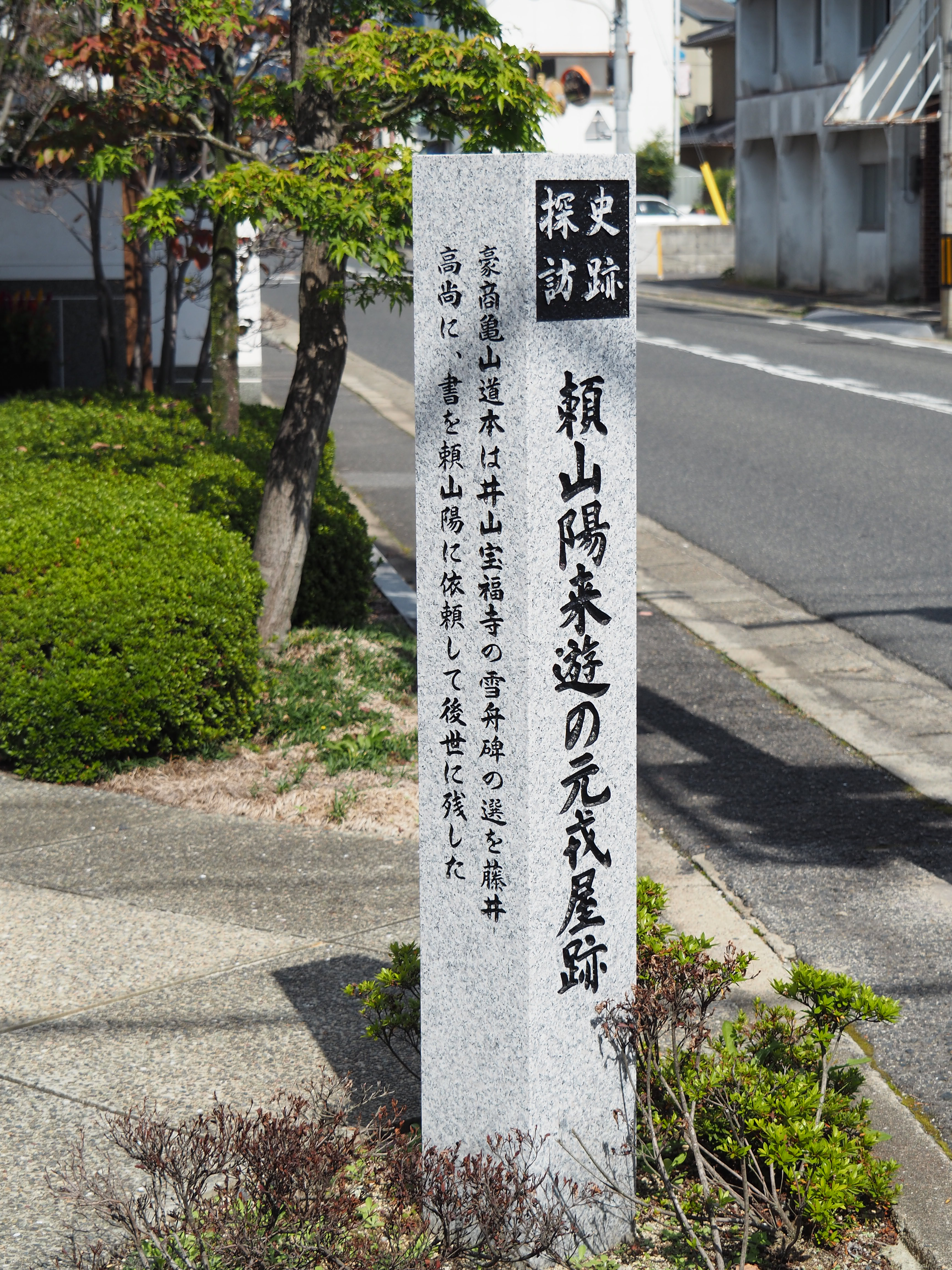
岡山県総社市松山往来にある、頼山陽来遊の元戎屋跡の場所を示す碑。